# Chœur de garçons du Texas
Le Chœur de garçons du Texas (The Texas Boys Choir) est une chorale, créée en 1946. Igor Stravinsky l'a qualifié de « meilleur chœur de garçons du monde ».